# Red de frecuencia múltiple
Las redes de frecuencia múltiple (MFN, del inglés Multiple Frequency Network) son un tipo de red donde distintas frecuencias (canales de RF o radiofrecuencias) se utilizan para transmitir contenido audiovisual. Hay dos tipos destacados de redes de frecuencia múltiple: las horizontales y las verticales.
Las redes de datos, como las redes de comunicación wireless, deben escoger entre ofrecer un servicio personalizado a cada usuario o proveer un servicio a un gran número de terminales. Por ejemplo, la distribución de contenido multimedia (como la televisión, tanto analógica como digital (TDT)) a un gran número de subscriptores o usuarios es un problema complicado debido a la limitación del espectro de frecuencias. 
Por lo tanto, es un problema importante para los operadores de red, los proveedores de contenidos y los proveedores de servicios el hecho de distribuir contenido y/o otros servicios de un modo eficiente y rápido. En televisión analógica, este sistema es el que predomina, pero en la TDT se está pasando en la mayoría de casos a la Red de frecuencia única debido a las ventajas que comporta este paso.

## Funcionamiento
Las redes de frecuencia múltiple horizontales son aquellas donde la distribución de las señales transmitidas se hace en canales de radiofrecuencia distintos y en áreas diferentes. El contenido de la señal puede ser el mismo o diferente en los diferentes canales de RF. Por ejemplo, en Televisión de Catalunya (TVC) pueden usar distintos canales de RF a las distintas provincias catalanas para así tener la posibilidad de hacer desconexiones y emitir contenidos distintos.[cita requerida]
El otro tipo, las redes de frecuencia múltiples verticales son las que en cada canal de radiofrecuencia son usados en las distintas áreas para transmitir contenido diferente con el propósito de incrementar la capacidad de la red (para ofrecer más contenidos al usuario o destinatario final). Por ejemplo en el área de Barcelona, cada canal de RF transmitirá contenidos distintos.[cita requerida]
El despliegue de las redes de frecuencia múltiple será vertical en algunas áreas y horizontal en otras. En una red de frecuencias verticales típica, la infraestructura local de operaciones (LOI, siglas en inglés de local operations infraestructure) debe transmitir distintas señales sobre múltiples canales de RF en una determinada región geográfica.[cita requerida]
Cada señal puede contener uno o más contenido, que pueden ser seleccionados por los receptores (en un canal de RF en TDT normalmente viajan 4 programas diferentes). Los LOI adyacentes pueden utilizar el mismo o diferentes canales de RF.[cita requerida]
Durante la operación, el receptor podrá cambiar el canal de RF a petición del usuario. También podrá cambiar de canal de RF siempre que la adquisición del contenido fuera errónea debido a la movilidad del receptor, a su situación o a otras condiciones del canal. La movilidad del receptor se define como la posibilidad de cambio de área de cobertura de un determinado LOI hacia otro LOI vecino.[cita requerida]
Generalmente, el receptor cambiará de canal de RF hacia algún que transporte el contenido deseado por el usuario. En caso de que falle, es posible que el contenido se encuentre en algún otro canal de RF debido a la proximidad de los diferentes LOI.[cita requerida]
También cabe destacar que es posible que en los diferentes canales de RF de cada LOI se puedan introducir gran variedad de contenido adicional (por ejemplo, el teletexto, subtítulos o contenido interactivo) y que si el receptor, de manera aleatoria, selecciona un contenido en un canal de RF de un LOI determinado, es posible que los contenidos adicionales no estén presentes ya que se puede dar el caso que no todos los LOI los difundan.[cita requerida]
Por lo tanto, sería deseable conseguir un sistema que permita al receptor seleccionar el canal de RF asociado al LOI que transporte los máximos contenidos adicionales. Así permitiría al usuario una mayor satisfacción ya que se accedería a los contenidos adicionales de la forma más rápida y eficiente posible.[cita requerida]